# Eirene (Friedensgöttin)

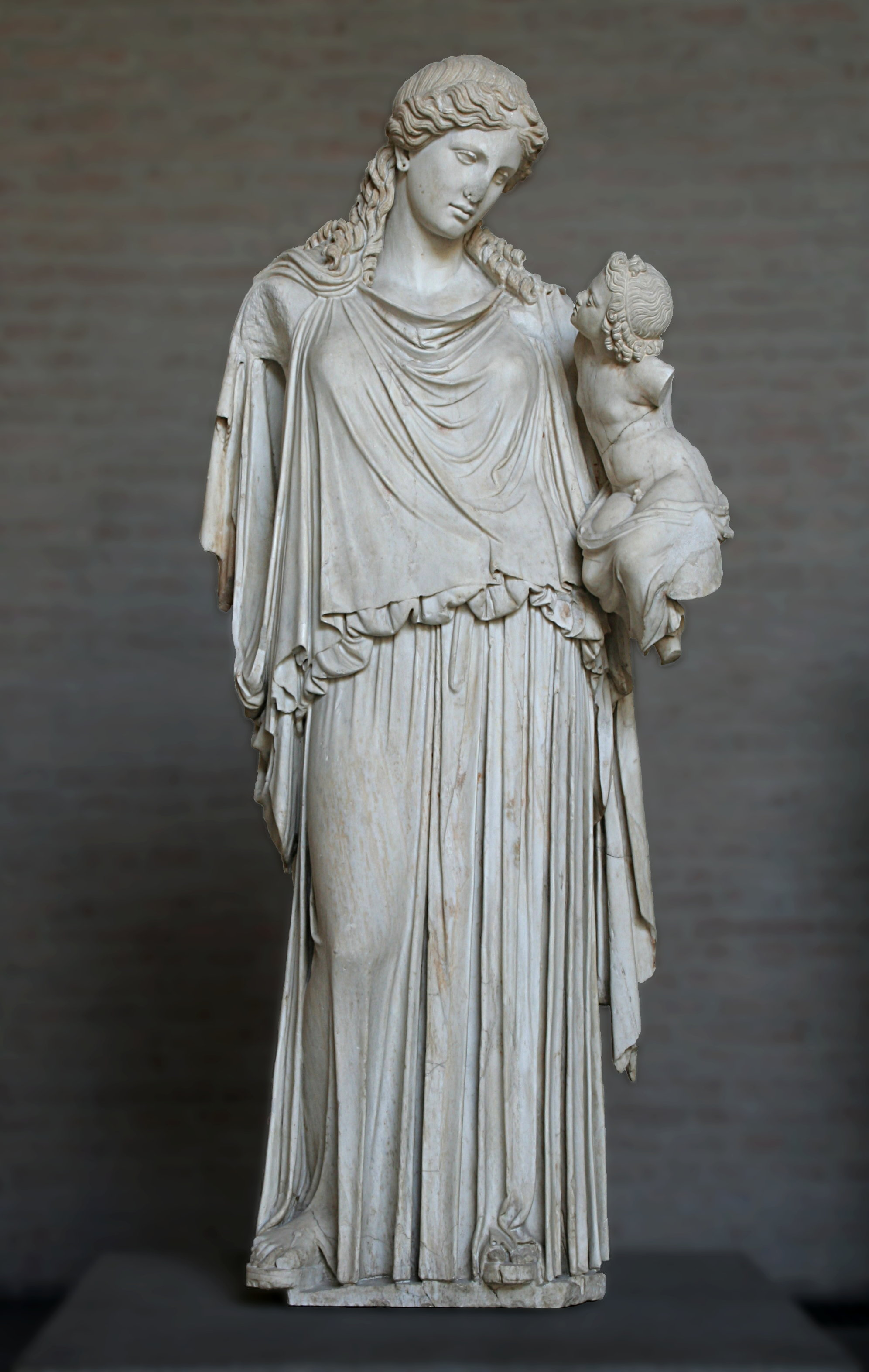
Eirene mit Plutos, röm. Kopie nach Kephisodotos

Eirene (altgriechisch Εἰρήνη Eirḗnē) ist in der griechischen Mythologie der vergöttlichte Frieden. Die Gottheit ist eine der Horen und eine Tochter des Göttervaters Zeus. Einzeln begegnet sie als weiblicher Genius des Friedens. Sie wurde kultisch verehrt, von den Dichtern gepriesen und durch die bildenden Künste von der Antike bis ins 19. Jahrhundert hinein dargestellt. Der weibliche Vorname Irene und der männliche Vorname Irenäus sind von Eirene abgeleitet.

## Herkunft und Bedeutung
Das Wort Eirene hat wohl vorgriechische Wurzeln, dies ist aber nicht gesichert. Eirene ist die Tochter von Zeus und Themis. Sie ist eine Schwester der Horen Eunomia und Dike. Sie gilt als Personifikation des Friedens und entspricht in der römischen Mythologie der Göttin Pax. Mit ihrer Abstammung wird zum Ausdruck gebracht, dass der Frieden seinen Ursprung in entsprechender Macht (Zeus) bei gerechten Gesetzen (Themis) findet. Mit der Beiordnung ihrer Schwestern Dike (als Personifikation von „Recht“ und „Gerechtigkeit“) sowie Eunomia (als der Verkörperung der „gesetzlichen Ordnung“) wird die Bedeutung von „Gesetz“ und „Ordnung“ für den Bestand des Friedens unterstrichen. Die Segnungen der Eirene werden von den Dichtern gepriesen.

## Kultische Verehrung
Eirene steht für ein mächtiges politisches Ideal, nach dem Handel und Politik zu einer vertraglichen Absicherung drängen. Nach dem Friedensschluss von 374 v. Chr. wurde sie auch sakral gewürdigt, nachdem auf der panhellenischen Konferenz in Sparta unter Beteiligung von Dionysios I. von Syrakus und des persischen Großkönigs eine umfassende Sicherheitsordnung, ein Allgemeiner Friede (altgriechisch κοινή εἰρήνη koinḗ eirḗnē), für den gesamten östlichen Mittelmeerraum beschlossen worden war. Der attische Redner Isokrates (436–338 v. Chr.) berichtet darüber, dass kein anderes Abkommen seiner Stadt so sehr genutzt habe:

„[…] ein Frieden, der die Beziehungen von Athen zu den Spartanern so stark verändert hat, dass wir seit jenem Tag bis heute jedes Jahr für Eirene Opfer darbringen, weil kein anderer Vertrag je so vorteilhaft für unsere Stadt war.“

Plutarch (ca. 40–120 n. Chr.) berichtet, dass bereits nach dem Sieg Kimons am Eurymedon 466 v. Chr. ein Eirenealtar errichtet worden sei. Es war der entscheidende Sieg über die Perser. Diese frühe Altarerrichtung wird teilweise angezweifelt. Der Friedensgöttin wurden aber wohl bereits im 5. Jahrhundert v. Chr. private Opfer dargebracht. Dies ergibt sich aus einer Bemerkung in der Aristophaneischen Komödie Der Frieden (Eirene), wonach die Göttin keine blutigen Opfer sehen wolle. Das Fest der Eirene wurde am 15/16. Hekatombaion (Juli/August) gefeiert. Es handelte sich um den Tag der Synoikia, des nach der Gründungssage von Theseus vollzogenen Zusammenschlusses der attischen Kleinstaaten. Dies belegt die hohe Bedeutung des Eirenekults.

## Rezeption in den Künsten

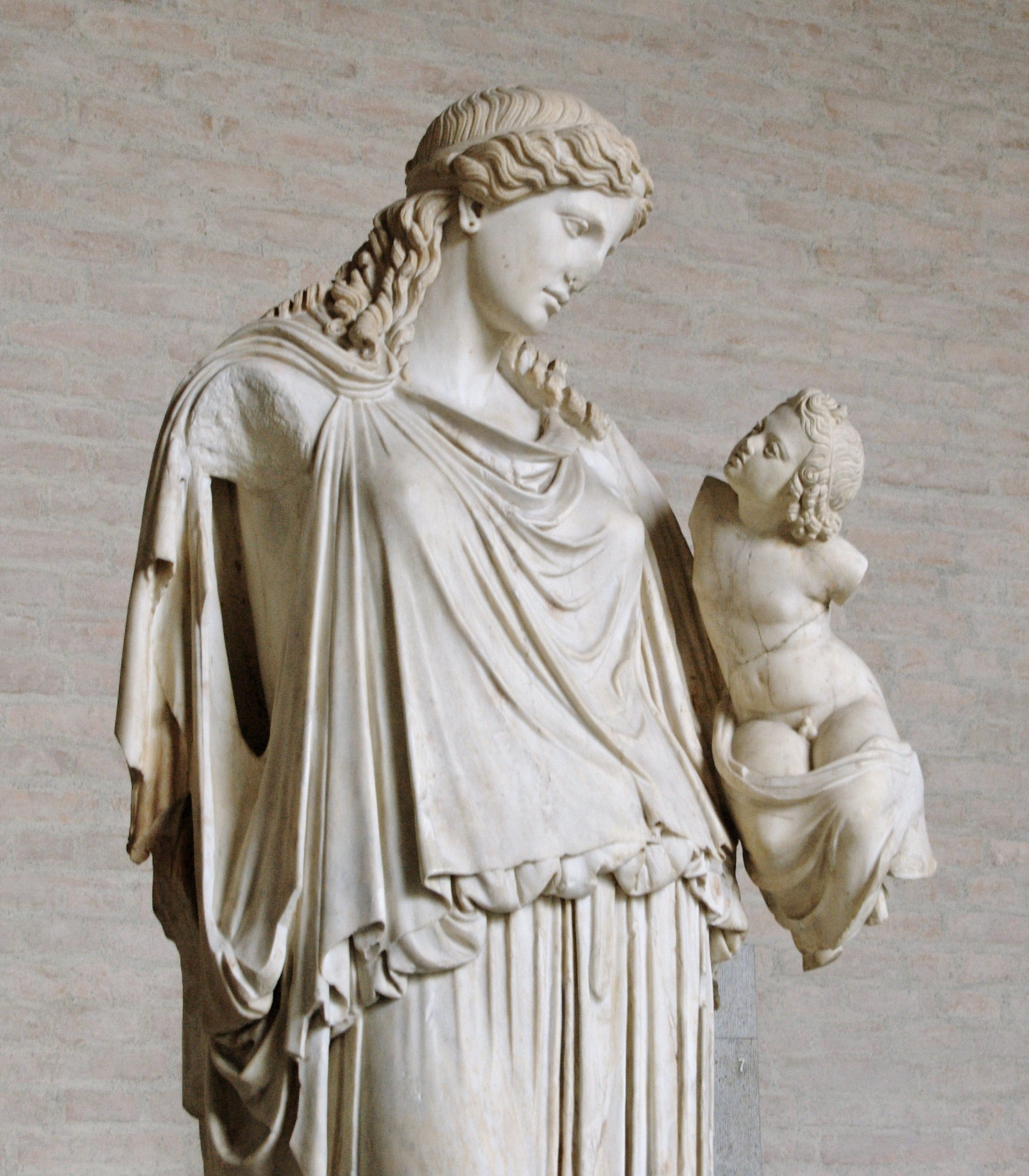
Die Skulptur des Kephisodot zeigt die innige Beziehung von Frieden und Wohlstand.

### Antike

#### Bildende Künste
Gezeigt wird Eirene als junge Frau mit dem kindlichen Plutos und einem Füllhorn auf dem Arm, was die Segen bringende Wirkung des Friedens symbolisieren soll. Der kleine Plutos verkörpert finanzielles und wirtschaftliches Wohlergehen, er gedeiht in der Geborgenheit des vergöttlichten Friedens. Weitere Attribute der Eirene sind ein Palmen- oder Ölzweig und Ähren. Auf Vasen wurde Eirene gelegentlich auch mit Flügeln und Heroldstab (kerykeion) abgebildet. 362 v. Chr. wurde Eirene mit Plutos und Füllhorn auf Panathenäischen Preisamphoren dargestellt, in denen der Staat das Öl für die Wettkampfsieger bereitstellte.
Zu den berühmtesten Darstellungen gehörte die Eirene des griechischen Bildhauers Kephisodotos, die in zahlreichen römischen Marmorkopien überliefert ist. Die Forschung geht heute davon aus, dass das Werk ursprünglich aus Bronze gefertigt war. Die Statue der Eirene ist wahrscheinlich nach der Kulteinführung um 374 v. Chr. aufgestellt worden, vielleicht auch nach der Erneuerung des panhellenischen Friedens im Jahr 371 v. Chr. Sie trägt einen schweren dorischen Peplos, der in der ersten Hälfte des 4. Jahrhunderts bereits nicht mehr üblich war. Er verleiht der Göttin einen feierlichen Habitus und stellt zugleich einen bewusst eingesetzten Klassizismus dar. Sie hält den kleinen Plutos und ein Füllhorn auf dem linken Arm und in der erhobenen Rechten einen Heroldstab oder ein Szepter. Die Kopfneigung Eirenes zu dem kleinen Knaben und seine Hinwendung zu der ruhigen Frauengestalt drücken die innige Beziehung von Frieden und Wohlstand aus. Das Original wurde auf der klassischen Agora Athens bei dem Monument der Phylenheroen aufgestellt:

„Nach dem Standbild der Eponymen stehen Statuen von Göttern, Amphiaraos und Eirene mit dem Plutosknaben im Arm.“

#### Münzprägung
Gelegentlich wurde die Eirene auch auf den Rückseiten römischer Münzen abgebildet, häufig mit Kerykeion und athenischen Helm in den Händen.

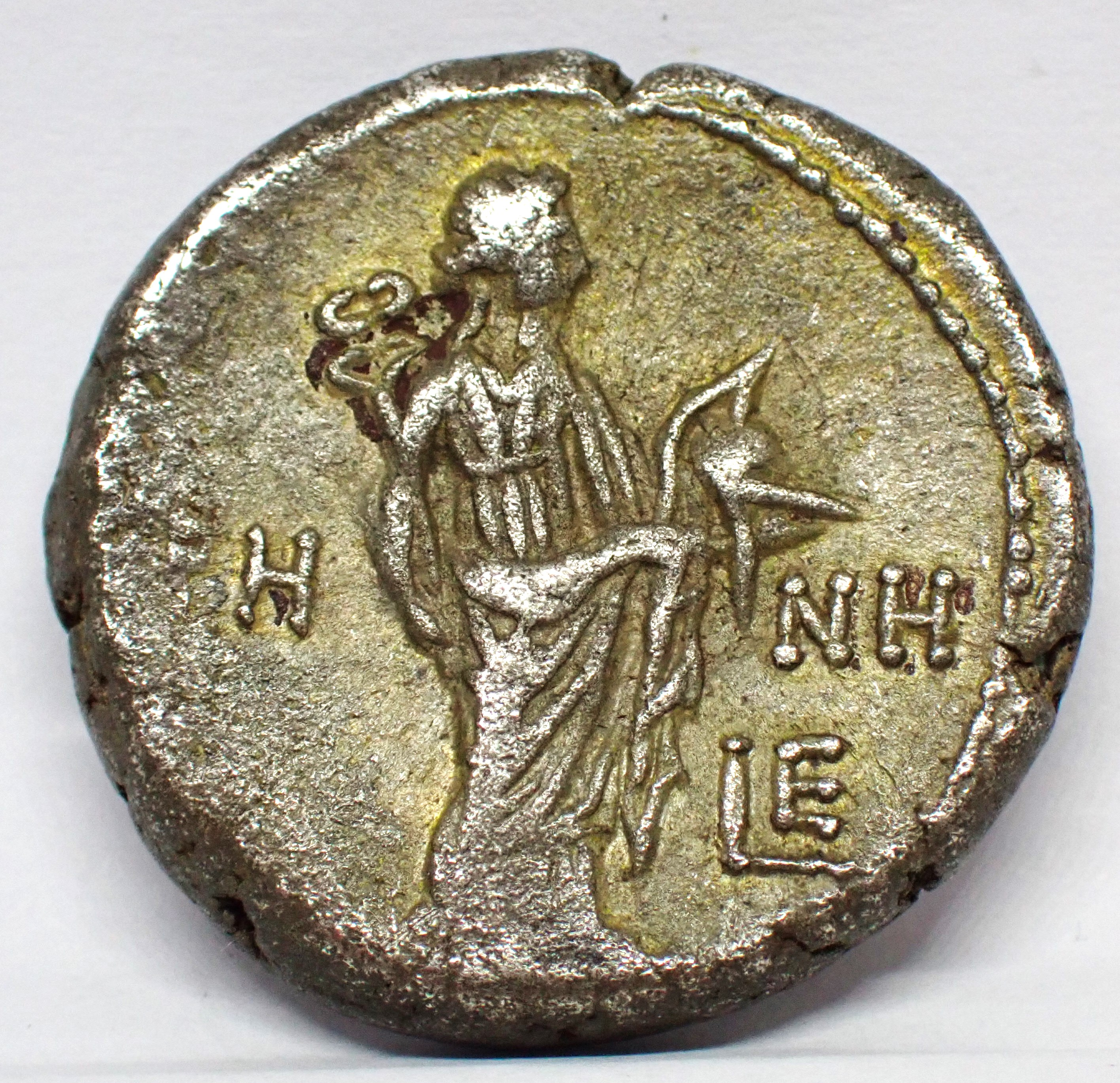
Eirene auf Revers eines alexandrinischen Tetradrachme des Nero

#### Dichtung
Eirene ist auch die Titelfigur der um 421 v. Chr. geschriebenen Komödie Der Frieden des Dichters Aristophanes: Der Kriegsgott Polemos hat Eirene in ein tiefes Loch verbannt, das mit Steinen zugeschüttet ist. Er waltet nun alleine anstelle der Götter, die sich wegen des Kriegslärms in höhere Regionen zurückgezogen haben. Eirene wird von dem Weingärtner Trygaios gerettet. Ein eilig herbeigerufener Chor aus Bauern, Händlern, Handwerkern und Metöken hilft ihm, mit Seilen und Winden die Friedensgöttin aus dem Loch zu ziehen, während Polemos abgelenkt ist. Dann wird der neuerlangte Frieden beschrieben. Für Eirene wird ein großes Kultfest veranstaltet und der Winzer Trygaios heiratet Opora, die Göttin des herbstlichen Erntesegens. Die Rüstungsfabrikanten sind ruiniert und ziehen mürrisch ab. Der Chor preist die Freuden des Landlebens. Das Nebeneinander von kultischem Ernst und sexuellen Anspielungen verleiht der Komödie den Witz.

### Barock
Nach dem Dreißigjährigen Krieg schuf Christoph Abraham Walther 1649/1650 eine Darstellung der Friedensgöttin Eirene für den Sockel des Friedensbrunnens in Dresden. Nach der siegreichen Schlacht am Kahlenberg gegen die Türken, an der der sächsische Kurfürst Johann Georg III. teilgenommen hatte, ersetzte man die Eireneplastik durch eine Victoriaplastik von Conrad Max Süßner.
Der italienische Komponist Attilio Ariosti (1666–1729) schrieb um 1703 das Singspiel Mars und Irene, das Libretto dazu stammt von Christian Reuter.
Eine hochbarocke Skulptur Eirenes von Giovanni Giuliani aus dem Jahr 1705 steht im Treppenhaus des Stadtpalais Liechtenstein in Wien.
Die Königin-Kantate Tönet, ihr Pauken! Erschallet, Trompeten! von Johann Sebastian Bach (BWV 214) ist eine weltliche Kantate, die am 8. Dezember 1733 zum Geburtstag der Erzherzogin und polnischen Königin Maria Josepha von Österreich aufgeführt wurde. Die Sätze wurden von Bach mit geändertem Text und geringen musikalischen Anpassungen teilweise im Weihnachtsoratorium weiterverwendet. Vier antike Göttinnen preisen die Königin. Die Friedensgöttin „Irene“ wurde mit einem Tenor besetzt.

### Klassizismus

#### Brandenburger Tor

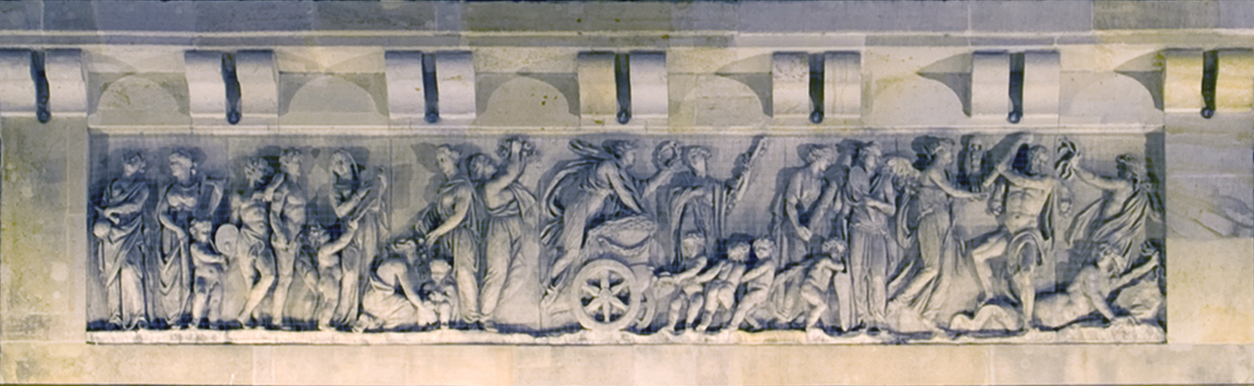
Eirene mit Palmenzweig und Lorbeerkranz auf dem Attikarelief des Brandenburger Tors

Das Attikarelief des Brandenburger Tors steht unter dem Thema „Der Zug der Friedensgöttin“. Die Entwürfe dazu stammen vorwiegend von dem Maler und Akademiedirektor Christian Bernhard Rode. Schadow hat die Entwürfe überarbeitet und die Steinmetze bei der Ausführung beaufsichtigt. Im Zentrum des Reliefs über dem Mittelgang stehen Sinnbilder auf Frieden und Freundschaft. Die Friedensgöttin Eirene steht auf der äußersten Kante eines Triumphwagens. Mit der Rechten stützt sie sich auf den mit einer Lorbeergirlande geschmückten Rand des Wagens. In der einen Hand hält sie einen Palmenzweig, in der anderen einen Lorbeerkranz. Ihr Wagen wird von vier Eroten gezogen. Die Siegesgöttin Nike steht weiter rechts und hält ein Tropaion.

#### Canova
Antonio Canova nahm 1811 die Arbeit an einer Göttin Eirene im Auftrag der Familie Rumjancev auf. Er stellte die Friedensgöttin als eine Frau mit zwei Flügeln dar. Sie stützt sich mit dem rechten Arm auf eine Säule, in welche die Daten von Friedensverträgen eingemeißelt sind, und hält in der linken Hand ein kerykeion. Mit dem linken Fuß tritt sie eine Schlange nieder. Die Statue wurde erst 1814 vollendet und zuerst in Rom ausgestellt, sie befindet sich heute in Kiev.

### 19. Jahrhundert

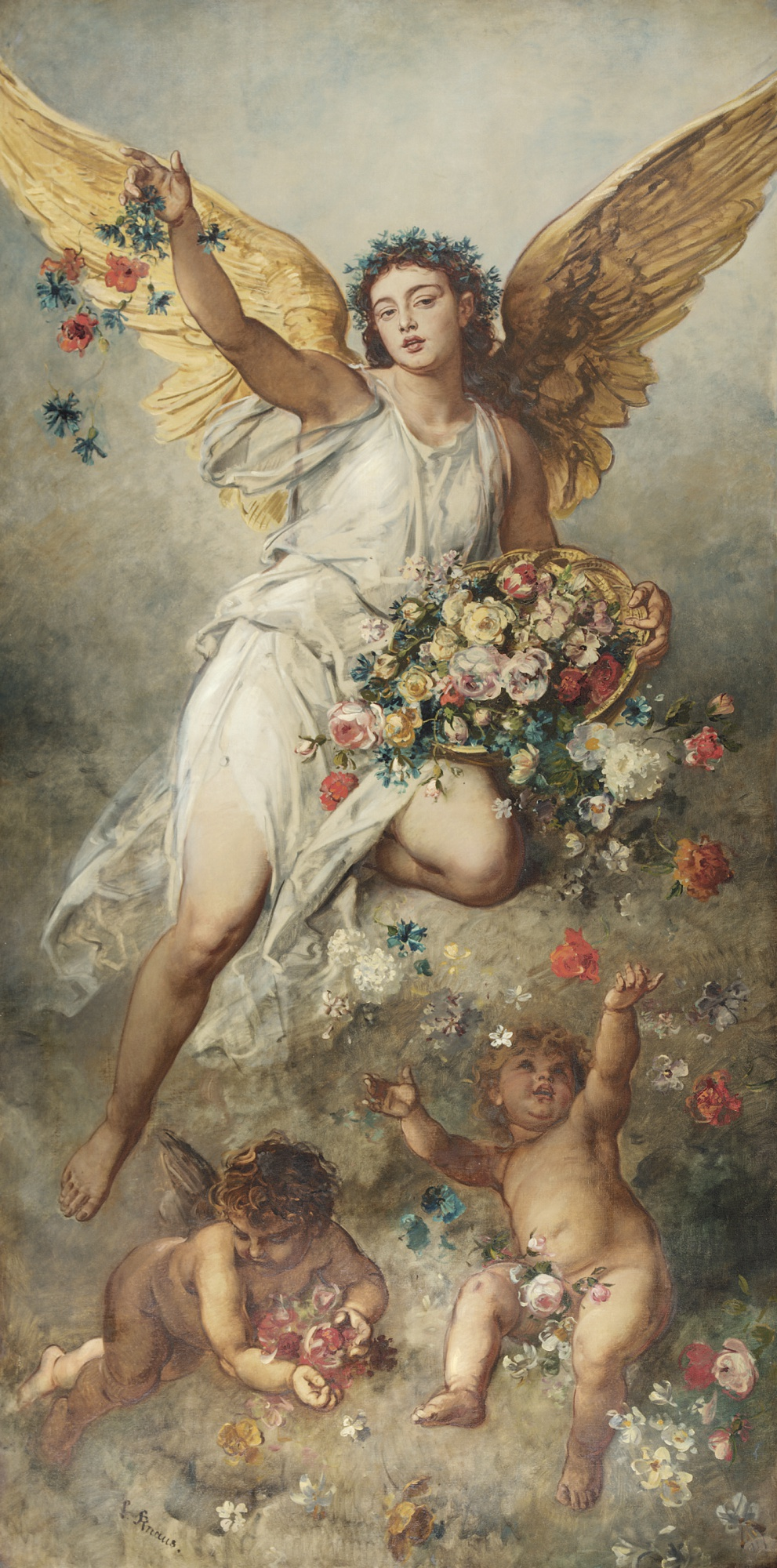
Der Frieden (Eirene), Ölgemälde von Ludwig Knaus, vor 1888

Ludwig Knaus (1829–1910) malte die Friedensgöttin mit Flügeln und einem Blumenkorb in der linken Hand. Sie schwebt über zwei Putten und verstreut Blumen. Das Gemälde wurde 1888 von Jakob Heinrich Schiff dem Metropolitan Museum of Art, New York, geschenkt.
1893 wurde auf den Giebel des Alten Rathauses von Isen eine Skulptur der Friedensgöttin Eirene gestellt. Der Bildhauer Max Heilmaier (1869–1923) hat die Galvanoplastik als sein erstes bedeutendes Werk geschaffen.
Auf den Rappenumlaufmünzen der Schweiz ist die Friedensgöttin abgebildet, während auf den Frankenumlaufmünzen die eher kriegerische Helvetia abgebildet ist. Auf den Goldvrenelimünzen ist auch die „Irene“ die Friedensgöttin abgebildet.